# Aprilia SR 50
Aprilia SR 50 – włoski skuter marki Aprilia o sportowym zacięciu. Występował w różnych wersjach zarówno silnikowych, jak i nadwozia, a także o różnych pojemnościach skokowych (50 cm³ i 125 cm³). 
Do Aprilii SR można znaleźć wiele części tuningowych - zarówno pod kątem mechanicznym, jak i optycznym. Cechuje się ona stosunkową bezawaryjnością oraz niewielkim zużyciem paliwa (seryjne części); najmniejszym w wersji na wtrysku - nawet 2,2l/100km. Za to jednostki po tuningu mogą spalać nawet 5-8l/100km.
W każdej wersji silnikowej SR była pojazdem 2T. Dzięki temu jest ona bardziej podatna na tuning mechaniczny, także czynności serwisowe są prostsze i łatwiejsze do wykonania nawet dla niewykwalifikowanej osoby. Z drugiej strony skraca to żywotność silnika do ok. 30 000km. Po tym czasie należy wykonać honowanie cylindra oraz zamontować nowy tłok.
W czerwcu 2011 roku zaprezentowano nowy model Aprilia SR Max, będącym sportowym maksiskuterem z czterosuwowym silnikiem o pojemności 150 cm³ oraz 300 cm³.

## Pierwsza generacja (1992 - 1996)
Modele do 1993 roku były wyposażone w silniki typu Minarelli CW 50 z cylindrem stojącym. Od 1994 roku wprowadzono nowe silniki z cylindrem umieszczonym poziomo, typu Minarelli MY 50 chłodzonym powietrzem oraz Minarelli MA 50 chłodzonym cieczą.

## Druga generacja (od 1997 r.)
W nowym modelu zmieniono całkowicie wygląd skutera. Skuter jest wyraźnie większy.Poprawiono także aerodynamikę. Pojawiły się wersje z hamulcem tarczowym na tylnej osi.
W okresie od 1999 do 2002 roku dostępne były bliźniacze modele z silnikami o pojemności 125 cm³ i 150 cm³ pochodzącymi od Piaggio. Silniki są chłodzone powietrzem oraz wyposażone w bębnowy hamulec na tylnej osi, co nie szło w parze ze sportową charakterystyką modelu. Poważną wadą tych modeli było wysokie zużycie paliwa. Wady tej nie miały podobne skutery Aprilia Leonardo wyposażone w silnik czterosuwowy.
W 2000 roku zastąpiono silniki Minarelli silnikami produkcji Franco Morini. Dokonano liftingu, m.in. zmieniono zestaw wskaźników, zastosowano białe klosze kierunkowskazów, zmieniono niektóre plastikowe obudowy nadwozia. Wraz ze zmianą silnika z kierownicy zniknęła dźwignia ssania, każdy model został wyposażony w hamulec tarczowy na tylnej osi.
W tym samym czasie wprowadzono model "DiTech" z elektronicznym bezpośrednim wtryskiem paliwa, umożliwiającym redukcję zużycia paliwa do 2 l/100 km, redukcję zużycia oleju o 60%, a także wzrost mocy i uzyskanie normy emisji spalin EURO 2. Jednocześnie model ten znany jest z problemów z układem wtryskowym oraz utrudnioną naprawą. Większość tych problemów jest spowodowana nieprawidłową eksploatacją oraz brakiem wiedzy na temat diagnostyki i brakiem specjalistycznych narzędzi.
Od 2003 r. w wyniku włączenia firmy Aprilia do koncernu Piaggio rozpoczęto montaż nowych silników produkcji Piaggio. Od lipca 2003 roku zastąpiono jednostkę napędową DiTech jednostką napędową Purejet, stosowanym również w Piaggio NRG Purejet oraz Gilera Runner Purejet. Model z silnikiem DiTech nadal jest produkowany na eksport do USA.
Model ten jest wciąż produkowany z pewnymi zmianami pod nazwą SR 50 Street.

## Trzecia generacja - SR 50 R (od 2005 r.)

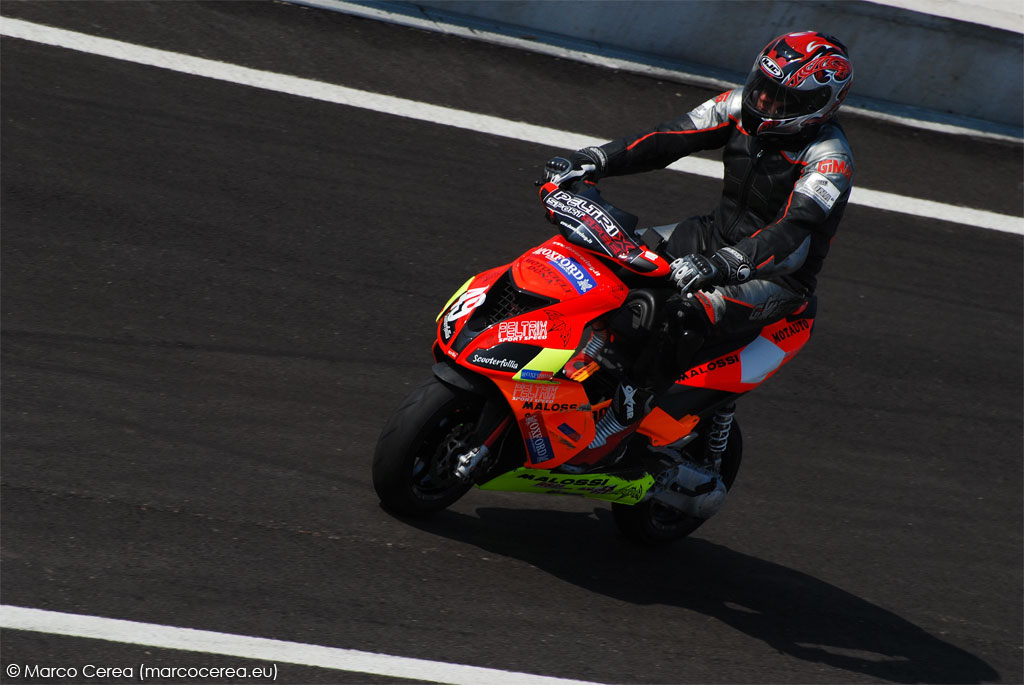
Aprilia SR50 Malossi biorąca udział w wyścigach skuterów

Ostatnia generacja modelu charakteryzuje się niezwykłym sportowym designem, pochodzącym wprost z motocykli sportowych Aprilia. W połączeniu z dynamicznymi i niezawodnymi silnikami Piaggio, doskonałym prowadzeniem oraz modnym malowaniem, model ten można zaliczyć do klasy najlepszych sportowych skuterów.
W stosunku do poprzednika wprowadzono kilka nowinek technicznych. Wprowadzono nowy analogowo-cyfrowy zestaw wskaźników z czerwonym podświetleniem, dużym analogowym prędkościomierzem, elektronicznym czujnikiem prędkości oraz przyciskiem sterującym umieszczonym na lewym zespole przełączników kierownicy. Widoczny na wyświetlaczu klucz przypomina o konieczności wykonania przeglądu serwisowego co 4000 km. Na prawym zespole przełączników w każdej wersji umieszczony jest awaryjny wyłącznik pracy silnika. W nowym modelu ułatwiono dostęp do wymiany żarówek przedniego reflektora. Podczas eksploatacji może denerwować dostęp do zbiornika oleju silnikowego, umieszczonego w przedniej części skutera, wokół główki ramy. W celu uzupełnienia poziomu należy odkręcić plastikową osłonę umieszczoną pod kierownicą.
W przypadku modelu Factory, wyposażonego we wtrysk paliwa dodatkowo dokonano kilku zmian. Miejsce analogowego prędkościomierza zajął obrotomierz. Zestaw wskaźników wyposażono w graficzny wyświetlacz, po przekręceniu stacyjki prezentuje animację, umożliwia także wyświetlanie dodatkowych funkcji. Możliwa jest kontrola błędów sterownika wtrysku w trybie serwisowym przy pomocy dżojstika umieszczonego na prawym zespole przełączników kierownicy. Wprowadzono immobilizer wbudowany w zestaw wskaźników, z możliwością programowania kluczy przez użytkownika (wymagane hasło) lub w trybie serwisowym. Czujnik ciśnienia atmosferycznego wbudowano bezpośrednio w sterownik wtrysku. Światła włączają się automatycznie po uruchomieniu silnika. Filtr powietrza ozdobnie połączono z plastikową nakładką pokrywy przekładni napędowej. Silnik i katalizator został przygotowany do przyjęcia norm emisji spalin EURO 3. Zastosowano większy akumulator o pojemności 9 Ah w celu zminimalizowania problemów z rozruchem silnika.
W wyniku problemów występujących z modelami wyposażonymi we wtrysk paliwa, firma Aprilia opracowała kilka dodatkowych rozwiązań. Seryjnie w modelu 2005 zastosowano nowe dokładniejsze filtry paliwa (dostępny zestaw dla starszego modelu) oraz świecę zapłonową z platynową elektrodą.
Modele silników
Piaggio C364M (gaźnik)
Piaggio C361M (wtrysk)
Aprilia Ditech (eksport USA)